# Jenny, Jenny
Jenny, Jenny (ou Jenny Jenny,) est une chanson interprétée par Little Richard en 1956. Co-écrite avec Enotris Johnson, elle sort en 1957 sur son premier album et atteint la 10ème place du Billboard Hot 100. 
Adaptation de la chanson Johnny, Johnny de Johnny Moore's Three Blazers, parue en novembre 1952, elle connait plus de quarante reprises dont celles de Jerry Lee Lewis, Carl Perkins et Bill Haley and His Comets. 

## Version de Little Richard
Enregistrée le 15 octobre 1956, elle ne parait qu'en mars 1957 sur son album Here's Little Richard.
Le single sort en mai 1957 chez Specialty Records sous la référence 606, produit par Otis “Bumps” Blackwell.
On y entend : 
- Little Richard : piano, voix,
- Lee Allen : saxophone ténor,
- Alvin “Red” Tyler : saxophone baryton,
- Roy Montrell : guitare,
- Frank Fields : basse,
- Earl Palmer : batterie.

Little Richard réenregistre ce titre en 1992 avec Masayoshi Takanaka, sur l'album Little Richard Meets Masayoshi Takanaka.

### Classement
| Classement (1957)                | Meilleure position |
| -------------------------------- | ------------------ |
| États-Unis (Billboard Hot 100)   | 14                 |
| États-Unis (Billboard R&B)       | 2                  |
| Royaume-Uni (Official UK Charts) | 11                 |

## Reprises
Parmi la quarantaine de reprises recensées, on peut citer :
- En novembre 1958, par Carl Perkins,
- En octobre 1964, par Jerry Lee Lewis,
- En novembre 1965, Mitch Ryder crée un medley de Jenny, Jenny et C.C. Rider de Chuck Willis. Intitulé Jenny Take a Ride, il atteint la 10ème position du Billboard en janvier 1966[12]. Cette version sera notamment reprise par Bruce Springsteen & the E Street Band en 1979 et Paul Revere and the Raiders en 1983.
- En septembre 1968, par Bill Haley and his Comets,
- En 1970, par Fleetwood Mac. Enregistré durant les concerts au Boston Tea Party à Boston, on trouve cette version sur l'album Live in Boston Remastered vol. 2 sorti en 1998.
- En 1973, James Last , dans une version instrumentale,
- En 1978, par Shakin' Stevens dans un medley comprenant également Whole Lotta Shakin' Goin' On et Tutti Frutti.

### Adaptation en langue étrangère
Informations issues de , sauf mentions contraires.
| Langue  | Titre                                           | Année | Adaptation    | Interprète(s) |
| ------- | ----------------------------------------------- | ----- | ------------- | ------------- |
| Danois  | Gang i den - Jenny Jenny - Er det Rudi (medley) | 1979  | Torben Eschen | Nalle         |
| Suédois | Jenny Jenny                                     | 1978  | Kal P. Dal    | Kal P. Dal    |

## Dans les médias
Informations issues de  sauf mention contraires :
- En 1968, dans le film I Call First
- En 1988, dans le film Le Scorpion rouge
- En 2000, dans le film Les Remplaçants (version Jenny Take a Ride)
- En 2007, dans le film Clubland
- En 2008, dans le film Hell Ride (version Jenny Take a Ride)
- En 2011, dans le film La guerre des Boutons